# И
И (minuskule и) je písmeno cyrilice. Jeho tvar se v minuskulní i majuskulní variantě shoduje s tvarem majuskule písmena N v latince převráceného podle jeho svislé osy.
Písmeno se vyskytuje v azbukách všech slovanských jazyků kromě běloruštiny, kde je místo něho použito písmeno І. V ukrajinštině se používá společně s písmenem І, které se používá pro zápis hlásky zapisované písmenem И v ruštině, zatímco И je použito pro zápis hlásky v ruštině zapisované písmenem Ы.
V bulharštině a makedonštině se kvůli rozlišení významu používá rovněž písmeno Ѝ (čárka označuje přízvuk), které ale není považováno za samostatné písmeno.
Další varianty písmena И:
- Ӥ – udmurtština
- Ӣ – tádžičtina

V arménském písmu písmenu И odpovídá písmeno Ի (ի), v gruzínském písmu písmeno ი.
V hlaholici písmenu И odpovídá písmeno Ⰹ.